# Fosseuse
Fosseuse foi uma comuna francesa na região administrativa de Altos da França, no departamento de Oise. Estendia-se por uma área de 4,44 km². Em 2010 a comuna tinha 736 habitantes (densidade: 165,8 hab./km²).
Em 1 de janeiro de 2016, passou a formar parte da comuna de Bornel.